# Renault Kadjar

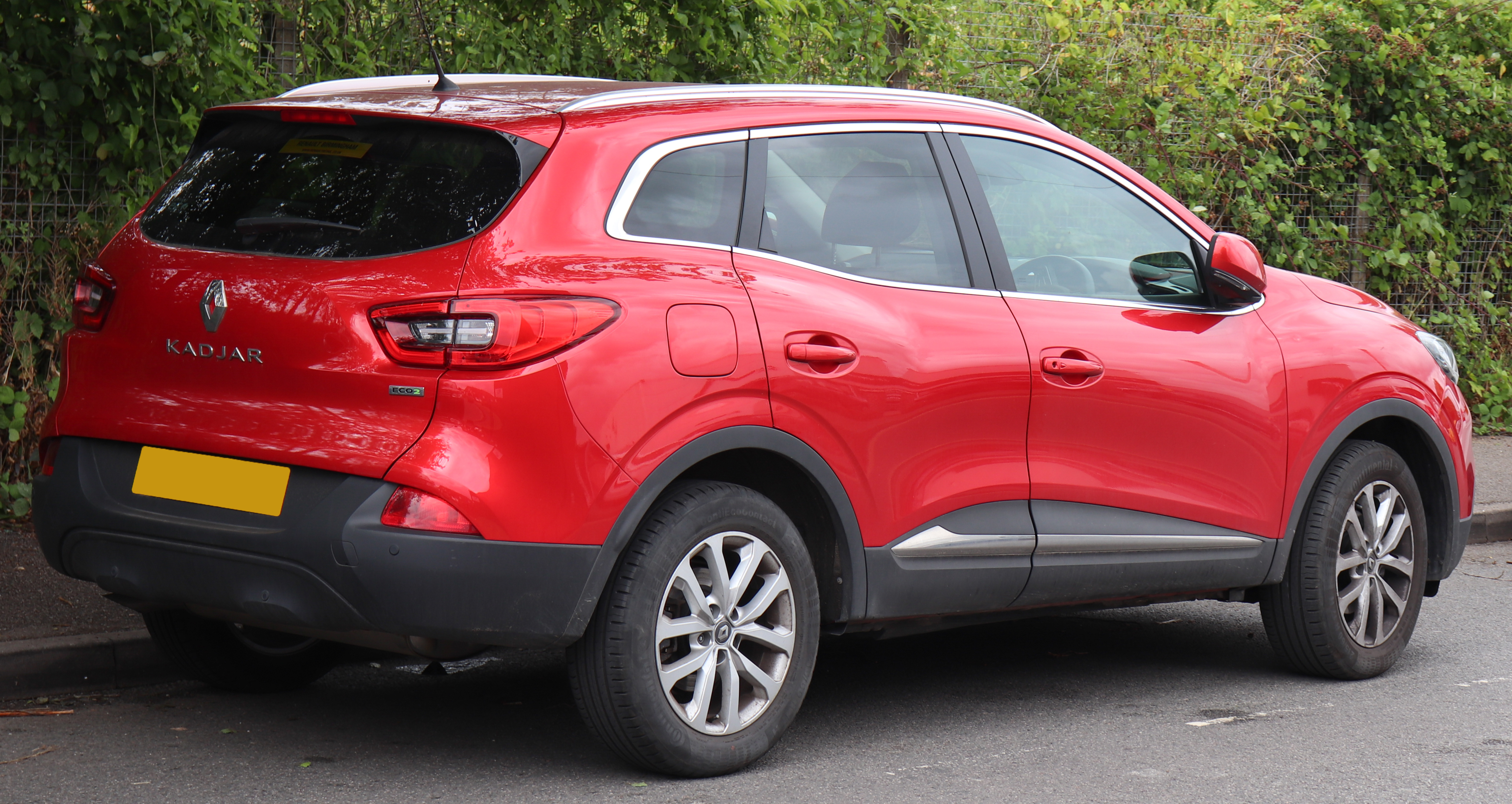
Renault Kadjar

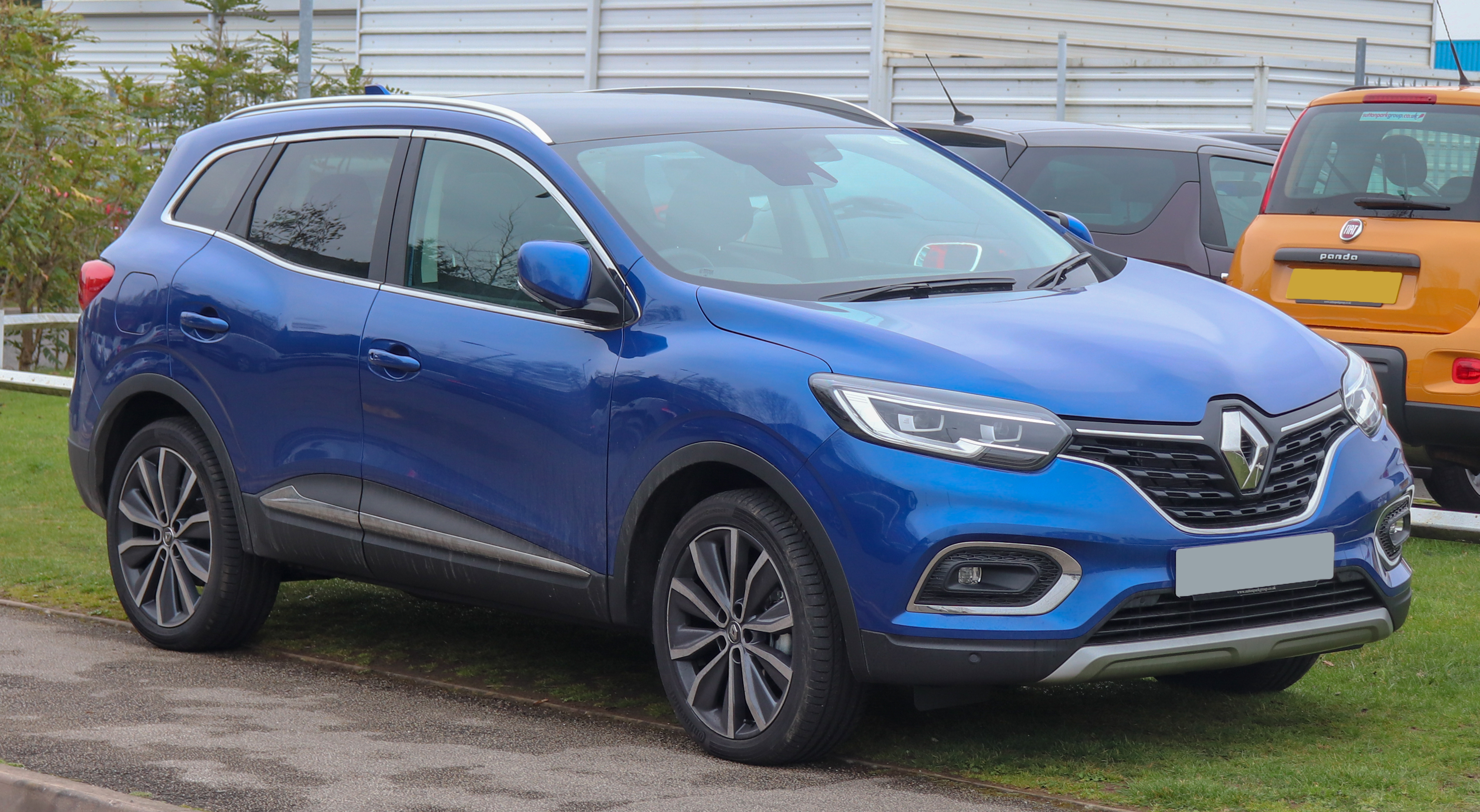
Renault Kadjar (2018—2022)

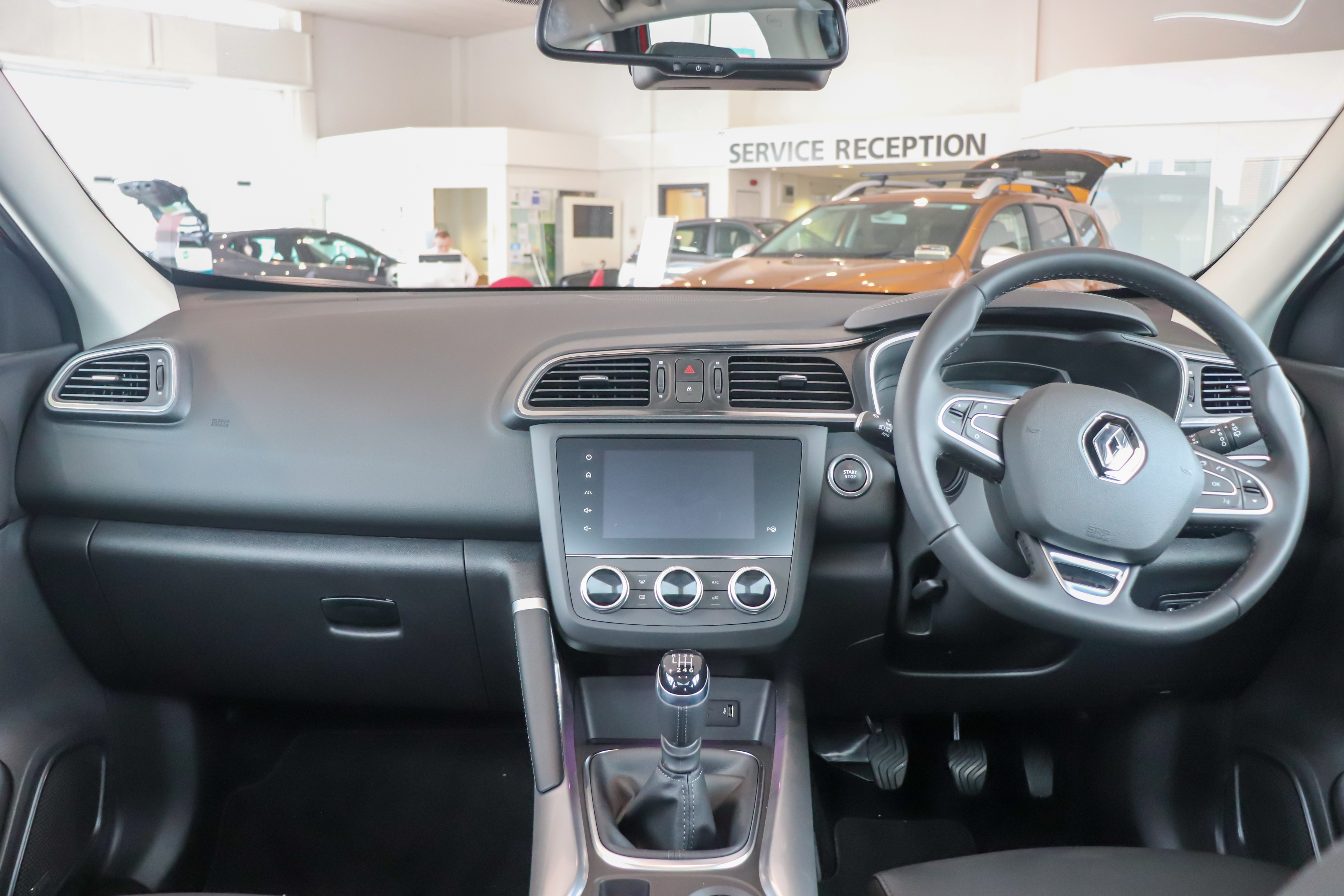

Renault Kadjar — компактний кросовер завдовжки 4,45 м французької компанії Renault, створений на платформі Common Module Family (коротко: CMF), разом з Nissan Qashqai. Світова прем'єра серійного автомобіля відбулася на Женевському автосалоні  3 березня 2015 року, продажі почнуться в червні того ж року. «Каджар» для Європи та Африки випускається на іспанському заводі в Паленсії, крім того у 2016 році компанія налагодить випуск цієї моделі на китайському автоскладальному підприємстві Dongfeng у місті Ухань. Вартість машини буде оголошена ближче до європейського старту продажів..
Основним конкурентом моделі має бути Peugeot 3008 другого покоління.
У автомобілі наявна мультимедійна система R-Link 2 з 7-дюймовим сенсорним екраном. Багажний відділ вміщує 409 л, а корисний об'єм складає 1478 літрів.

## Двигуни
Автомобіль пропонується на продаж з 1.2-літровим бензиновим двигуном і двома дизельними двигунами 1,5-літровим, 6-ступінчастою механічною або 6-ступінчастою з подвійним зчепленням коробкою передач, і 1,6 літра, 6-ступінчастою механічною коробкою передач. Каджар на вибір може комплектуватись переднім приводом або приводом на всі колеса.
| Модель      | Об'єм см³  | Циліндри/ Клапани | Потужність кВт (к.с.) при об/хв | Крутний момент Нм при об/хв |
| Бензиновий  | Бензиновий | Бензиновий        | Бензиновий                      | Бензиновий                  |
| ----------- | ---------- | ----------------- | ------------------------------- | --------------------------- |
| 1.2 TCe 130 | 1199       | 4/16              | 96 (130) / 4900                 | 205 / 2000                  |
| 1.6 TCe 165 | 1618       | 4/16              | 120 (163) / 5600                | 240 / 2000—4000             |
| Дизельні    |            |                   |                                 |                             |
| 1.5 DCI 110 | 1461       | 4/16              | 81 (110) / 4000                 | 260 / 1750                  |
| 1.6 DCI 130 | 1598       | 4/16              | 96 (130) / 4000                 | 320 / 1750                  |

## Продажі
| рік  | Європа  | Китай  | Австралія |
| ---- | ------- | ------ | --------- |
| 2015 | 49 520  |        |           |
| 2016 | 130 090 | 23 999 |           |
| 2017 | 111 705 | 25 900 |           |
| 2018 | 99 980  | 17 503 |           |
| 2019 | 110 013 | 5 984  | 132       |
| 2020 | 63 685  | 181    | 500       |
| 2021 | 33 318  |        |           |

Загалом було вироблено 685 261 Kadjar.